# Pietà con i santi Chiara, Francesco e Maria Maddalena
Pietà con i santi Chiara, Francesco e Maria Maddalena è un dipinto a Annibale Carracci datato 1585 e conservato presso la Galleria nazionale di Parma.

## Storia
L'opera venne realizzata da Annibale Carracci per l'altare maggiore della chiesa dei cappuccini di Parma ed è elogiata da tutte le fonti antiche sul maestro bolognese.
La grande pala è una delle prime prove di Annibale fuori Bologna e la sua realizzazione è forse legata alla famiglia Farnese, che avrà un ruolo fondamentale nella successiva vicenda artistica del pittore. Furono proprio i Farnese, infatti, a promuovere l'insediamento a Parma e a Piacenza dell'ordine dei cappuccini, cui, dal duca Ottavio Farnese, nel corso degli anni settanta del Cinquecento, furono assegnate le chiese di Santa Maria Maddalena (oggi sconsacrata, a Parma) e di San Bernardino (oggi non più esistente, a Piacenza), delle quali il duca aveva finanziato anche i lavori di ristrutturazione.
Nel 1799, durante le soppressioni napoleoniche, la pala venne confiscata e portata a Parigi. Rientrò a Parma solo nel 1815 e l'anno dopo venne collocata in Galleria.
In occasione della mostra sui Carracci, organizzata a Bologna nel 1956, la grande tela fu restaurata e si rinvenne la data 1585, scritta in numeri arabi sulla pietra del sepolcro sotto la mano destra di Cristo, scoperta che confermò la datazione dell'opera già proposta dallo storico dell'arte Hermann Voss.

## Descrizione e stile

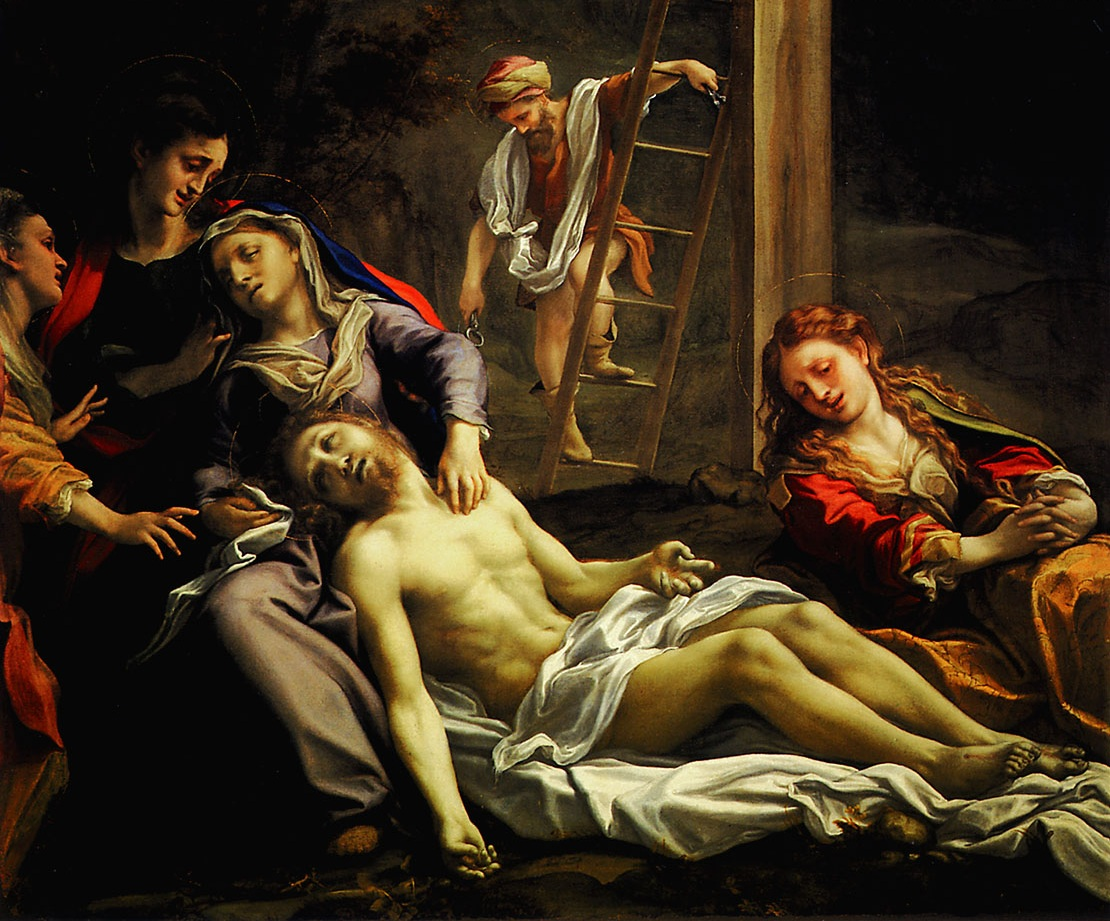
Antonio Allegri, Compianto Del Bono, 1524 circa, Galleria nazionale di Parma

Annibale Carracci con una sapiente costruzione dispone le figure principali della scena e i due angeli che sorreggono la Vergine come a comporre una specie di tableau vivant attorno al corpo inerme di Cristo, posto a sedere sul basamento del sepolcro e con il capo abbandonato sulle ginocchia della madre, che giace svenuta dietro di lui.
A destra, in primo piano, c'è la Maddalena, figura che allude all'intitolazione della chiesa dove si trovava in origine il dipinto. La presenza a sinistra di Francesco e Chiara d’Assisi si riferisce alla devozione per questi santi da parte dei cappuccini, committenti dell'opera.
Nella parte superiore della pala si apre uno squarcio di paradiso, da cui discendono figure angeliche recanti la croce, simbolo della vittoria di Cristo sul peccato, e il drappo bianco che ne annuncia l’imminente Resurrezione. 

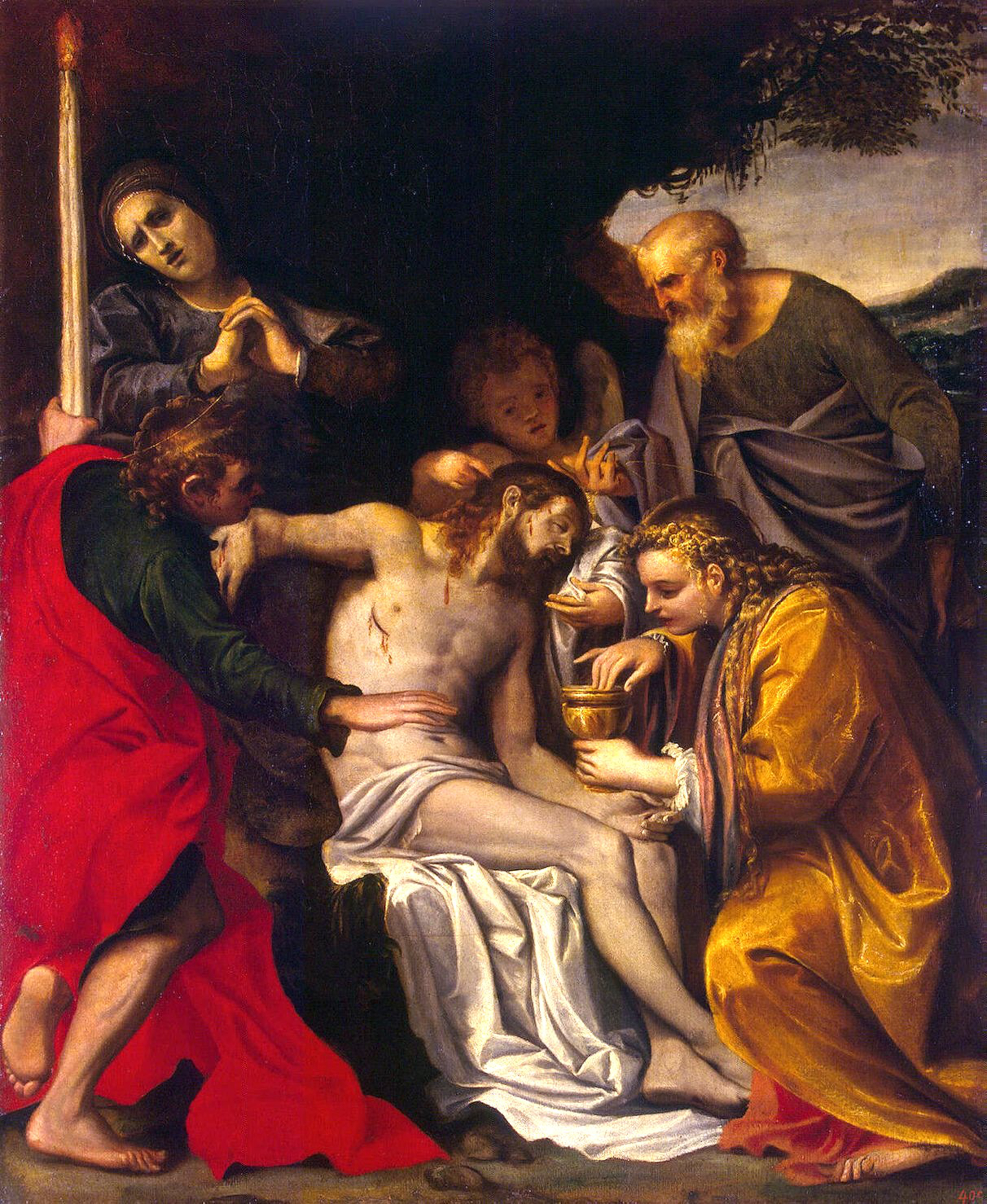
Agostino Carracci, Pietà con santi, 1586 ca., San Pietroburgo, Ermitage

Come già rilevato dal Bellori, l'opera, al pari del contemporaneo Battesimo eseguito a Bologna, segna uno dei primi espliciti omaggi di Annibale verso l'opera del Correggio.
Nella Pietà fatta per i cappuccini, infatti, l'esuberanza degli angeli e le nubi dense e fluttuanti capaci di sostenerli e avvolgerli evocano da vicino gli affreschi della cupola del Duomo di Parma e la pala della Madonna della Scodella.
Inoltre, in quest'opera, Annibale si confronta per la prima volta con il Compianto Del Bono dell'Allegri, dipinto che costituirà un punto di riferimento costante per il più noto dei Carracci, citato più volte negli anni successivi, sia in opere pittoriche che in incisioni. 

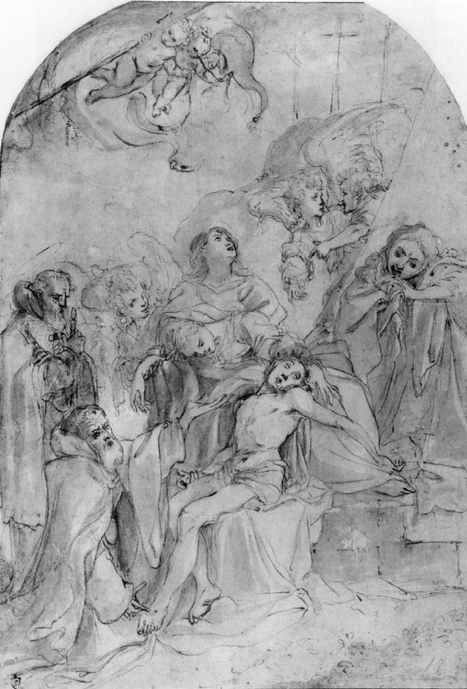
Ludovico Carracci, Pietà, 1585 ca., Copenaghen, Statens Museum for Kunst

I riferimenti a Correggio sono così evidenti da rendere verosimile l'ipotesi che il dipinto sia stato eseguito direttamente a Parma, sotto il diretto influsso del maestro rinascimentale.
La critica contemporanea ha descritto l'opera come una delle più innovative del suo tempo, scorgendovi già delle avvisaglie proto-barocche: Andrea Emiliani, per esempio, ha definito la Pietà di Parma come «il dipinto più moderno d'Europa», mentre Eugenio Riccomini ha sottolineato come nel quadro si manifesti «un nuovo epos cristiano».
Nel Museo dell'Ermitage è custodita una Pietà con santi, attribuita ad Agostino Carracci, molto vicina all'opera parmense di Annibale, che in passato fu assegnata a quest'ultimo.
Uno studio preparatorio di Annibale per la pala di Parma, raffigurante il Cristo in Pietà, si trova nel Gabinetto dei disegni e delle stampe degli Uffizi.
Recenti studi hanno messo in relazione al dipinto parmense anche tre ulteriori disegni, tutti attribuiti a Ludovico Carracci (rispettivamente conservati presso la Christ Church Picture Gallery ad Oxford, il Nationalmuseum di Stoccolma e lo Statens Museum for Kunst di Copenaghen, dei tre, quest'ultimo quello più vicino alla tela della Galleria).
Se ne è dedotto che Annibale possa aver goduto, per questo importante esordio fuori Bologna, dell'aiuto del più esperto ed anziano cugino. In ogni caso il più giovane dei Carracci si sarebbe parzialmente discostato, nell'esecuzione definitiva, dai suggerimenti di Ludovico per abbracciare modi più decisamente correggeschi.

## Galleria d'immagini

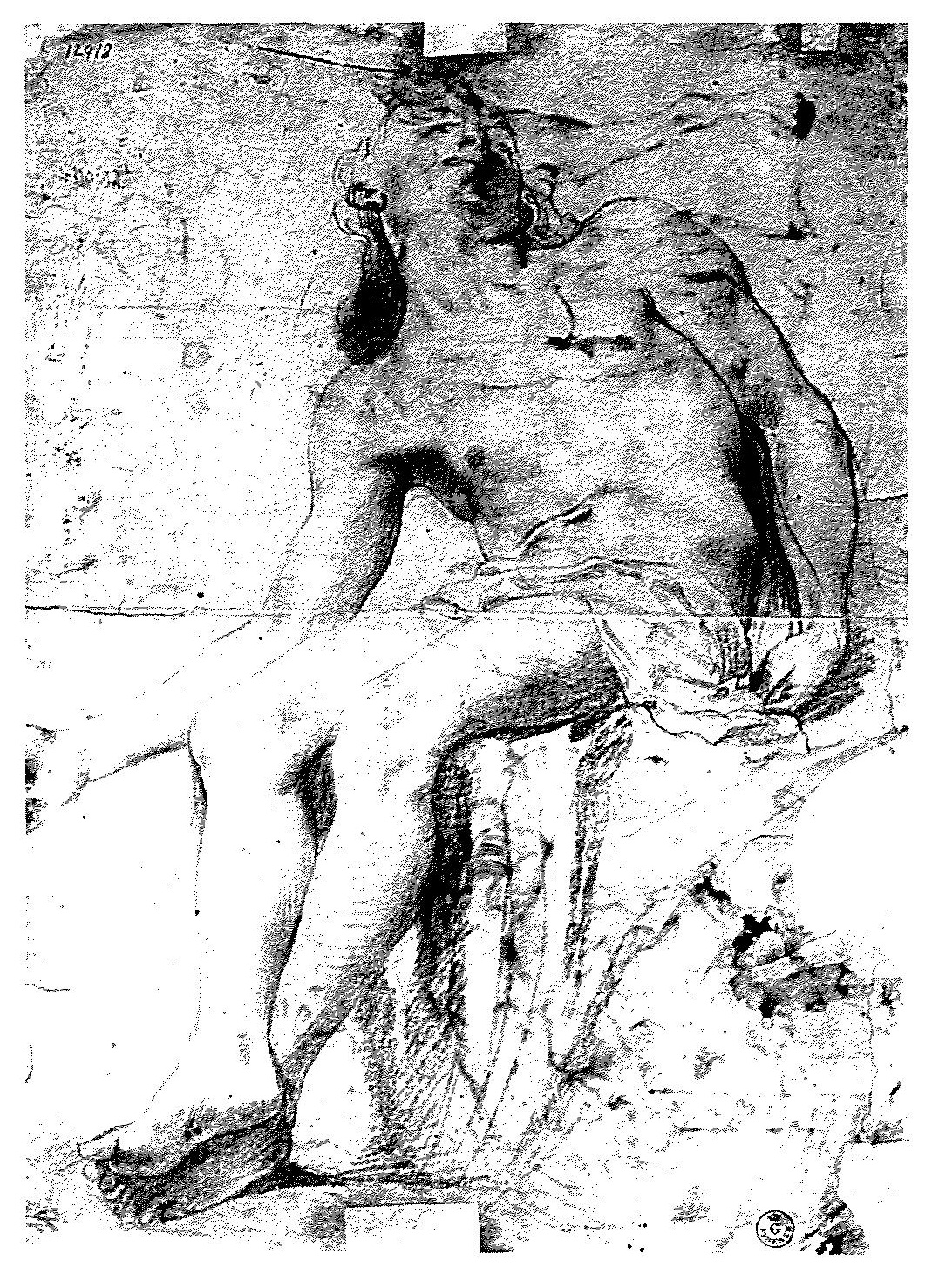
Lo studio degli Uffizi